# Olympique Lyonnais 1996-1997
Questa voce raccoglie le informazioni riguardanti l'Olympique Lyonnais nelle competizioni ufficiali della stagione 1996-1997.

## Maglie e sponsor
Lo sponsor tecnico per la stagione 1996-1997 è Adidas, mentre lo sponsor ufficiale è Sodexho.
| Manica sinistra · Manica sinistra · Maglietta · Maglietta · Manica destra · Manica destra · Pantaloncini · Pantaloncini · Calzettoni |

## Rosa
| N. |                    | Ruolo | Calciatore             |
| -- | ------------------ | ----- | ---------------------- |
| 16 | Francia (bandiera) | P     | Christophe Breton      |
| 1  | Francia (bandiera) | P     | Grégory Coupet         |
| 3  | Francia (bandiera) | D     | Ghislain Anselmini     |
| 5  | Polonia (bandiera) | D     | Jacek Bąk              |
| 12 | Francia (bandiera) | D     | Olivier Bellisi        |
| 2  | Francia (bandiera) | D     | Patrice Carteron       |
| 23 | Francia (bandiera) | D     | Johann Charpenet       |
| 13 | Francia (bandiera) | D     | Christophe Deguerville |
| 19 | Francia (bandiera) | D     | Jean-Christophe Devaux |
| 4  | Francia (bandiera) | D     | Florent Laville        |
| 21 | Brasile (bandiera) | D     | Marcelo Djian          |
| 15 | Francia (bandiera) | D     | Frédéric Patouillard   |
| 24 | Francia (bandiera) | D     | Cédric Uras            |
| 25 | Francia (bandiera) | C     | Christian Bassila      |

| N. |                    | Ruolo | Calciatoreè       |
| -- | ------------------ | ----- | ----------------- |
| 6  | Francia (bandiera) | C     | Laurent Casanova  |
| 17 | Francia (bandiera) | C     | Christophe Cocard |
| 28 | Francia (bandiera) | C     | Laurent Courtois  |
| 20 | Francia (bandiera) | C     | Franck Gava       |
| 22 | Francia (bandiera) | C     | David Linarès     |
| 27 | Francia (bandiera) | C     | Stéphane Roche    |
| 11 | Francia (bandiera) | A     | Cédric Bardon     |
| 14 | Francia (bandiera) | A     | Alain Caveglia    |
| 18 | Francia (bandiera) | A     | Fabrice Fiorèse   |
| 8  | Francia (bandiera) | A     | Frédéric Fouret   |
| 10 | Francia (bandiera) | A     | Ludovic Giuly     |
| 29 | Camerun (bandiera) | A     | Joseph-Désiré Job |
| 33 | Mali (bandiera)    | A     | Frédéric Kanouté  |
| 9  | Francia (bandiera) | A     | Florian Maurice   |